# 1. Amateurliga Schwarzwald-Bodensee 1970/71
Die 1. Amateurliga Schwarzwald-Bodensee 1970/71 war die 11. Spielzeit der gemeinsamen Spielklasse des Württembergischen Fußballverbandes und des Südbadischen Fußballverbandes. Es war zugleich die 21. Saison der 1. Amateurliga Württemberg und der 1. Amateurliga Südbaden und die 11. Spielzeit, in der in Württemberg in den beiden Staffeln Nordwürttemberg und Schwarzwald-Bodensee und in Südbaden in den beiden Staffeln Südbaden und Schwarzwald-Bodensee gespielt wurde. Die Meisterschaft der Schwarzwald-Bodensee-Liga gewann der FC Singen, der wenig später in der Aufstiegsrunde zur Regionalliga Süd im Entscheidungsspiel gegen SV Waldhof Mannheim nach Elfmeterschießen scheiterte.
Der SV Wannweil, Olympia Laupheim und die Amateure des FC Villingen mussten den Gang in die 2. Amateurliga antreten.

## Abschlusstabelle
| Pl. | Verein                | Sp. | Tore  | Punkte |
| --- | --------------------- | --- | ----- | ------ |
| 01. | FC Singen             | 30  | 52:22 | 44:16  |
| 02. | FC Gottmadingen       | 30  | 57:36 | 41:19  |
| 03. | FV Biberach           | 30  | 51:41 | 39:21  |
| 04. | FC Tailfingen         | 30  | 52:33 | 38:22  |
| 05. | SpVgg Lindau          | 30  | 63:40 | 37:23  |
| 06. | FC Wangen             | 30  | 62:50 | 34:26  |
| 07. | FV Ravensburg         | 30  | 53:41 | 34:26  |
| 08. | FV Ebingen            | 30  | 55:48 | 34:26  |
| 09. | SC Schwenningen       | 30  | 48:37 | 33:27  |
| 10. | SV 03 Tübingen (M)    | 30  | 46:39 | 32:28  |
| 11. | SSV Reutlingen Amat.  | 30  | 36:39 | 28:32  |
| 12. | FC Konstanz           | 30  | 41:55 | 25:35  |
| 13. | VfB Friedrichshafen   | 30  | 33:46 | 20:40  |
| 14. | SV Wannweil (N)       | 30  | 29:68 | 17:43  |
| 15. | Olympia Laupheim (N)  | 30  | 33:67 | 13:47  |
| 16. | FC Villingen Amat.(N) | 30  | 34:83 | 11:49  |

| (M) | 1. Amateurligameister Schwarzwald-Bodensee 1969/70 |
| (N) | Aufsteiger aus den 2. Amateurligen 1969/70         |